# Agriopis budashkini
Agriopis budashkini is een vlinder uit de familie spanners (Geometridae). De wetenschappelijke naam is voor het eerst geldig gepubliceerd in 2009 door Kostyuk.
De soort komt voor in Europa.